# جام باشگاه‌های تهران ۱۳۴۸
جام باشگاه‌های تهران ۱۳۴۸ دوره‌ای از مسابقات جام باشگاه‌های تهران بود که در آذر ماه سال ۱۳۴۸ آغاز شد و در اواخر اسفند ۱۳۴۸ به پایان رسید. هدف اصلی از برگزاری این دوره از رقابت‌ها بیشتر برای تعیین ۴سهمیهٔ تیم‌های تهرانی برای ورود به لیگ سراسری ایران در سال ۱۳۴۹ بود. این دوره از مسابقات با شرکت ۱۶ تیم در یک گروه انجام شد و در پایان تیم پیکان به مقام قهرمانی رسید و تیم تاج در جایگاه دوم جدول ایستاد و تیم پاس در مکان سوم جدول قرار گرفت .

## جدول رده‌بندی
منبع
| رتبه | باشگاه   | بازی | برد | مساوی | باخت | گل‌زده | گل‌خورده | امتیاز |
| ---- | -------- | ---- | --- | ----- | ---- | ----- | ------- | ------ |
| ۱    | پیکان    | ۱۵   | ۱۱  | ۴     | ۰    | ۳۱    | ۷       | ۲۶     |
| ۲    | تاج      | ۱۵   | ۹   | ۵     | ۱    | ۳۳    | ۴       | ۲۳     |
| ۳    | پاس      | ۱۵   | ۸   | ۶     | ۱    | ۲۶    | ۱۱      | ۲۲     |
| ۴    | برق      | ۱۵   | ۸   | ۵     | ۲    | ۲۰    | ۹       | ۲۱     |
| ۵    | آرارات   | ۱۵   | ۸   | ۱     | ۶    | ۱۸    | ۲۲      | ۱۷     |
| ۶    | نگهبان   | ۱۵   | ۴   | ۸     | ۳    | ۱۳    | ۱۰      | ۱۶     |
| ۷    | بانک ملی | ۱۵   | ۵   | ۶     | ۴    | ۱۷    | ۱۱      | ۱۶     |
| ۸    | دیهیم    | ۱۵   | ۴   | ۷     | ۴    | ۱۱    | ۱۵      | ۱۵     |
| ۹    | عقاب     | ۱۵   | ۶   | ۳     | ۶    | ۲۴    | ۲۲      | ۱۵     |
| ۱۰   | راه‌آهن   | ۱۵   | ۵   | ۴     | ۶    | ۱۵    | ۱۷      | ۱۴     |
| ۱۱   | پرسپولیس | ۱۵   | ۵   | ۲     | ۸    | ۱۹    | ۲۴      | ۱۲     |
| ۱۲   | آتش‌نشانی | ۱۵   | ۳   | ۵     | ۷    | ۱۴    | ۱۷      | ۱۱     |
| ۱۳   | گارد     | ۱۵   | ۳   | ۴     | ۸    | ۱۱    | ۲۰      | ۱۰     |
| ۱۴   | شهربانی  | ۱۵   | ۳   | ۴     | ۸    | ۱۱    | ۲۲      | ۱۰     |
| ۱۵   | اقبال    | ۱۵   | ۲   | ۴     | ۹    | ۱۳    | ۳۵      | ۸      |
| ۱۶   | دخانیات  | ۱۵   | ۰   | ۴     | ۱۱   | ۵     | ۳۵      | ۴      |